# 山城號戰艦
山城號戰列艦（やましろ）是一艘日本海军战舰，扶桑型战舰的2号艦。在横須賀海軍工廠建造。

## 概述
於大正2年（1913年）11月11日在橫須賀工廠動工，大正4年11月3日下水，大正6年3月31日完工，因為會計年度的關係，趕在這天進行交艦典禮掛上艦旗，但還有剩餘的工程進行，真正完成是在兩個月後。山城號的裝備和扶桑號相同，只進行過一次改裝，於昭和10年（1935年）3月30日完成，費時四年多。改裝後飛機彈射器裝在後甲板，讓第三砲塔附近有多些空間，消除了姊妹艦扶桑號那種前檣樓不穩的現象。山城號改裝完成後立即成為聯合艦隊的旗艦。當時雖是主力艦之一，但在第二次世界大戰期間，山城號和扶桑號由於航速過慢，無法到第一線參與作戰，只曾於1942年6月隨第一艦隊出征中途島戰役，及後在瀨戶內海用作訓練戰艦。
昭和19年（1944年）10月雷伊泰灣海戰爆發，山城號和扶桑號成為第一游擊部隊第三部隊的主力，由西村祥治中將率領下在10月24日晚上闖入蘇里高海峽，與美國艦隊交戰。當時該艦隊只有戰艦山城號、扶桑號、航空巡洋艦最上號和4艘驅逐艦，與美國6艘戰艦、8艘巡洋艦、29艘驅逐艦和39艘魚雷艇交戰，25日晨被鱼雷命中后，西村仍不知道扶桑已被击沉，发电给栗田“海峡口有敌人驱逐舰和鱼雷艇，我军两条驱逐舰中雷脱队，山城中雷一枚但不影响战斗航海”，而后继续突击，之后被6艘美国戰艦攻击，彈藥庫發生大爆炸，於10月25日凌晨沉於海底。
2017年11月26日，美國企業家保罗·艾伦宣布他以無人深潛載具發現了蘇里高海峽內的山城號殘骸。

## 歷代艦長

### 舾装員長
1. 志津田定一郎 大佐：1916年4月1日 -
2. 中島資朋 大佐：1916年12月1日 -

### 艦長
1. 中島資朋 大佐：1917年3月31日 -
2. 加藤雄次郎 大佐：1917年12月1日 -
3. 大内田盛繁 大佐：1919年11月20日 -
4. 増田幸一 大佐：1920年11月20日 -
5. 小山武 大佐：1921年11月20日 -
6. 高橋節雄 大佐：1922年7月1日 -
7. 鳥崎保三 大佐：1922年11月10日 -
8. 高橋律人 大佐：1923年12月1日 -
9. 大湊直太郎 大佐：1924年12月1日 -
10. 伊地知清弘 大佐：1925年12月1日 -
11. （兼）益子六弥 大佐：1926年12月1日 -
12. 寺島健 大佐：1927年3月1日 -
13. 東林岩次郎 大佐：1927年12月1日 -
14. 丰田貞次郎 大佐：1928年12月10日 -
15. （兼）岩村兼言 大佐：1929年10月5日 -
16. 小槙和輔 大佐：1929年11月30日 -
17. 寺本武治 大佐：1930年12月1日 -
18. 真崎勝次 大佐：1931年12月1日 -
19. 糟谷宗一 大佐：1932年12月1日 -
20. 小島謙太郎 大佐：1933年11月15日 -
21. 南雲忠一 大佐：1934年11月15日 -
22. 大熊政吉 大佐：1935年11月15日 -
23. 小林仁 大佐：1936年12月1日 -
24. 阿部嘉輔 大佐：1937年10月20日 -
25. 角田觉治 大佐：1938年11月15日 -
26. （兼）五藤存知 大佐：1939年9月15日 -
27. 五藤存知 大佐：1939年11月1日 -
28. 原鼎三 大佐：1939年11月15日 -
29. 緒方真記 大佐：1940年10月15日 -
30. 小畑長左衛門 大佐：1941年5月24日 -
31. 大和田昇 大佐：1942年9月1日 -
32. 早川幹夫 大佐：1943年3月1日 -
33. 久宗米次郎 大佐：1943年8月2日 -
34. 田原吉興 大佐：1943年12月25日 - 1944年5月5日戰死
35. 篠田勝清 少将：1944年5月6日 - 10月25日戰死

## 同级艦
- 扶桑